# Воргуле
Воргуле (пол. Worgule) — деревня в Бяльском повете Люблинского воеводства Польши. Входит в состав гмины Лесьна-Подляска. По данным переписи 2011 года, в деревне проживало 335 человек.

## География
Деревня расположена на востоке Польши, к западу от реки Клюкувки, на расстоянии приблизительно 11 километров к северо-западу от города Бяла-Подляска, административного центра повета. Абсолютная высота — 152 метра над уровнем моря. К югу от населённого пункта проходит национальная автодорога 2.

## История
В конце XVIII века Воргуле входила в состав Берестейского повета Берестейского воеводства Великого княжества Литовского.
По данным на 1827 год имелось 32 двора и проживало 210 жителей. Согласно «Справочной книжке Седлецкой губернии на 1875 год» деревня входила в состав гмины Ситник Бельского уезда Седлецкой губернии. В 1912 году Бельский уезд был передан в состав новообразованной Холмской губернии. Имелся винокуренный завод.
В 1975—1998 годах деревня входила в состав Бяльскоподляского воеводства.

## Население
Демографическая структура по состоянию на 31 марта 2011 года:
|         | Всего | До трудоспособного возраста | Трудоспособного возраста | Старше трудоспособного возраста |
| ------- | ----- | --------------------------- | ------------------------ | ------------------------------- |
| Мужчины | 162   | 39                          | 100                      | 23                              |
| Женщины | 173   | 32                          | 93                       | 48                              |
| Всего   | 335   | 71                          | 193                      | 71                              |